# Transition de conifold
La transition de conifold n'est pas très différente de la transition de flop, mais les accrocs et les déchirures sont beaucoup plus cataclysmiques. C'est aussi une évolution de la composante d'un espace de Calabi-Yau où le tissu même de l'espace-temps se déchire, puis se reconstitue de lui-même.